# Claude Debussy
Achille-Claude Debussy (wym. /aˈʃil kloʊd də büˈsi/, ur. 22 sierpnia 1862 w Saint-Germain-en-Laye, zm. 25 marca 1918 w Paryżu) – francuski kompozytor, przedstawiciel impresjonizmu muzycznego.
Muzyka Debussy’ego charakteryzuje się gęstą fakturą, żywą kolorystyką, wyraźnym wpływem orientalnych kultur muzycznych oraz zastosowaniem niekonwencjonalnych skal muzycznych i systemów centrów tonalnych.

## Życiorys
Claude Debussy urodził się jako pierwsze z pięciorga dzieci Manuela-Achille Debussy'ego (1836–1910) i jego żony Victorine Joséphine Sophie z domu Manoury (1836–1915). 
W wieku 11 lat rozpoczął naukę w Konserwatorium Paryskim w klasie fortepianu. W tym czasie zainteresowała się nim Nadieżda von Meck, mecenas sztuki, co umożliwiło młodemu Debussy’emu nie tylko wstęp do muzycznych salonów, lecz także zapoznało go z modnymi w tym czasie trendami w muzyce rosyjskiej, głównie Musorgskiego i Borodina. Wsparcie finansowe pozwoliło mu także odbyć szereg podróży, między innymi do Bayreuth, która pozostawiła u niego niechęć do Wagnera i jego muzyki. W 1880 Debussy rozpoczął naukę kompozycji i już w 1884 zdobył prestiżową nagrodę Prix de Rome, która pozwoliła mu przedłużyć studia muzyczne o kolejne dwa lata spędzone w Rzymie.
W 1899 roku Debussy ożenił się z Rosalie (Lilly) Texier. Po 1890 roku zajmował się pisaniem felietonów głównie do „Revue Blanche” i „Gil Blas”. Wtedy to stworzył postać Monsieur Croche'a – swojego alter ego, wzorowaną na Monsieur Teste P. Valéry'ego. Publicystykę uprawiał także w późniejszych latach, pisząc recenzje z koncertów i oper m.in. na łamach „La Revue SIM”.
W 1903 roku Debussy otrzymał Legię Honorową. W 1904 roku związał się z Emmą Bardac, dla której opuścił swoją żonę Lilly Texier. W 1905 roku przyszła na świat córeczka Debussy'ego i Emmy – Emma-Claude (Chou-Chou).
Już w czasie swych studiów Debussy rozpoczął pełną sukcesów karierę kompozytorską. Okazał się jednakowo sprawny w formach orkiestralnych – Prélude à l'après-midi d'un faune (Popołudnie fauna) i La Mer (Morze), miniaturach fortepianowych – preludia i etiudy, formach wokalnych wykorzystujących francuską poezję swej epoki, oraz w formach na małe zespoły instrumentalne – Sonata na flet, altówkę i harfę. Debussy był także eksperymentatorem wprowadzającym nowości formalne lub przywołującym dawno niestosowane techniki. Używał na przykład archaicznych skal antycznych i kościelnych, pentatoniki oraz nowatorskiej skali całotonowej.
Po wybuchu I wojny światowej kompozytor zamieszkał wraz z rodziną w Angers. Postępująca od 1909 roku choroba nowotworowa osłabiła jego siły, nie przerywał jednak do końca swojej pracy twórczej. Zmarł w ciężkim okresie działań wojennych, pochowany 29 marca 1918 roku na cmentarzu Pere Lachaise; rok później, zgodnie z jego życzeniem, trumna została przeniesiona na Cmentarz Passy.

## Dzieła
| Dorobek kompozytorski   | Dorobek kompozytorski |
| Rodzaj twórczości       | Liczba dzieł          |
| Muzyka wokalna          | Muzyka wokalna        |
| ----------------------- | --------------------- |
| Pieśni                  | 106                   |
| Muzyka chóralna         | 13                    |
| Muzyka instrumentalna   |                       |
| Symfonie                | 2                     |
| Koncert                 | 1                     |
| Muzyka kameralna        | 24                    |
| Inne formy orkiestralne | 18                    |
| Opery                   | 5                     |
| Balety                  | 3                     |
| Utwory na fortepian     | 117                   |
| Razem                   | 289                   |

| Wykaz utworów | Wykaz utworów                                                                                       | Wykaz utworów                     |
| Lata pracy    | Tytuł                                                                                               | Gatunek (obsada)                  |
| ------------- | --------------------------------------------------------------------------------------------------- | --------------------------------- |
| ?             | Étude retrouvée                                                                                     | etiuda fortepianowa               |
| ?             | Bez tytułu                                                                                          | sonata na klarnet                 |
| ?             | Bez tytułu                                                                                          | utwór instrumentalny              |
| ?             | Bez tytułu                                                                                          | utwór instrumentalny              |
| ?             | Bez tytułu                                                                                          | utwór na harfę                    |
| ?             | Bez tytułu                                                                                          | utwór instrumentalny              |
| ?             | Bez tytułu                                                                                          | pieśń                             |
| ?             | Bez tytułu                                                                                          | duet fortepianowy                 |
| ?             | Bez tytułu                                                                                          | miniatura fortepianowa            |
| ?             | Bez tytułu                                                                                          | duet fortepianowy                 |
| ?             | En sourdine L. 80/1                                                                                 | pieśń na głos i fortepian         |
| ?             | Fantoches (Scaramouche et Pulcinella), L. 21                                                        | pieśń na głos i fortepian         |
| ?             | Églogue (Chanteurs mélodieus, habitants de buissons), L. 49                                         | pieśń na głosy i fortepian        |
| ?             | Poèmes (7) de Banville                                                                              | zbiór pieśni.                     |
| ?             | Bez tytułu                                                                                          | pieśń                             |
| 1879          | Trio instrumentalne, L. 3                                                                           | trio instrumentalne               |
| 1880          | Danse bohémienne, L. 9                                                                              | forma taneczna na fortepian       |
| 1880          | Nuit d'étoiles (Nuit d'étoiles, sous tes voiles), L. 4                                              | pieśń na głos i fortepian         |
| 1880          | Rêverie (Le zephir à la douce haleine), L. 8                                                        | pieśń na głos i fortepian         |
| 1880          | Beau soir (Lorsque au soleil couchant les rivières sont roses), L. 6                                | pieśń na głos i fortepian         |
| 1880          | Caprice (Quand je baise, pâle de fièvre), L. 5                                                      | pieśń na głos i fortepian         |
| 1880          | Fleur des blés (Le long des blés que la brise fait onduler), L. 7                                   | pieśń na głos i fortepian         |
| 1880          | Symfonia fortepianowa na cztery ręce, L. 10                                                         | symfonia                          |
| 1881          | Aimons nous et dormons (Aimons nous et dormons, sans er au reste du monde), L. 16                   | pieśń na głos i fortepian         |
| 1881          | Pierrot (Le bon Pierrot que la foule contemple), L. 15                                              | pieśń na głos i fortepian         |
| 1881          | Rondel chinois (Sur le lac bordé d'azalée), L. 17                                                   | pieśń na głos i fortepian         |
| 1881          | Souhait (Oh! quand la mort que rien ne saurait apaiser), L. 11                                      | pieśń na głos i fortepian         |
| 1881          | Triolet à Phillis (Si j'étais le zéphyr ailé), L. 12                                                | pieśń na głos i fortepian         |
| 1881          | Jane (Je pâlis et tombe en langueur), L. 19                                                         | pieśń na głos i fortepian         |
| 1881          | Andante cantabile                                                                                   | utwór fortepianowy                |
| 1881          | Séguidille (Un jupon serré sur les hanches, L. 14                                                   | pieśń                             |
| 1881          | Tragédie (Les petites fleurs n'ont pu vivre), L. 18                                                 | pieśń                             |
| 1881-1882     | Hélène (Franchis les mers icarienns)                                                                | utwór na solowy głos i orkiestrę  |
| 1882          | Le lilas (O floraison divine des lilas), L. 21                                                      | pieśń na głos i fortepian         |
| 1882          | Pantomime (Pierrot qui n'a rien d'un Clitandre), L. 31                                              | pieśń na głos i fortepian         |
| 1882          | Rondeau (Fut-il jamais douceur de coeur pareille), L. 30                                            | pieśń na głos i fortepian         |
| 1882          | Sérénade (Las, Colombine a fermé le volet), L. 34                                                   | pieśń na głos i fortepian         |
| 1882          | Printemps, L. 24                                                                                    | kantata                           |
| 1882          | intermezzo, L. 27                                                                                   | duet na wiolonczelę i fortepian   |
| 1882          | Nocturne i Scherzo, L. 26                                                                           | duet na wiolonczelę i fortepian   |
| 1882          | Divertissement, L. 36                                                                               | duet fortepianowy                 |
| 1882          | Le triomphe de Bacchus, L. 38                                                                       | duet fortepianowy                 |
| 1882          | Clair de lune (Votre âme est un paysage choisi), L. 32                                              | pieśń na głos i fortepian         |
| 1882          | En sourdine (first version), L. 28                                                                  | pieśń na głos i fortepian         |
| 1882          | ête galante (Voilà Sylvandre et Lycas et Myrtil), L. 23                                             | pieśń na głos i fortepian         |
| 1882          | La fille aux cheveux de lin (Sur la luzerne en fleur), L. 33                                        | pieśń na głos i fortepian         |
| 1882          | Flôts, palmes et sables (Loin des yeux du monde), L. 25                                             | pieśń na głos i fortepian         |
| 1882          | Mandoline (Les donneurs de sérénades), L. 29                                                        | pieśń na głos i fortepian         |
| 1882          | Hymnis, lyrical comedy, L. 36                                                                       | utwór na solowy głos i orkiestrę  |
| 1882          | Choeur des brises (Réveillez-vous, arbres des bois), L. 35                                          | utwór na głos solo i chór         |
| 1883          | Le gladiateur (Mort aux Romains, tuez jusqu'au dernier), L. 41                                      | kantata                           |
| 1883          | Musique (La lune se levait, pure, mais plus glacée), L. 44                                          | pieśń na głos i fortepian         |
| 1883          | Paysage sentimental (Le ciel d'hiver si doux, si triste, si dormant), L. 45                         | pieśń na głos i fortepian         |
| 1883          | Romance (Silence ineffable de l'heure), L. 43                                                       | pieśń na głos i fortepian         |
| 1883          | invocation, L. 40                                                                                   | muzyka chóralna                   |
| 1883          | Chanson espagnole (Tra la la...nous venions voir le taureau), L. 42                                 | pieśń na dwa głosy                |
| 1883          | L'archet (Elle avait de beaux cheveux blonds), L. 46                                                | pieśń na głos i fortepian         |
| 1883          | Chanson triste (On entend un chant sur l'eau dans la brume), L. 47                                  | pieśń na głos i fortepian         |
| 1883          | Coquetterie posthume (Quand je mourrai, qu l'on me mette), L. 39                                    | pieśń na głos i fortepian         |
| 1883          | Fleur des eaux, L. 48                                                                               | pieśń na głos i fortepian         |
| 1883          | Première suite d'orchestre, orchestra (or), L. 50                                                   | suita orkiestralna                |
| 1883-1886     | Diane au bois, comédie héroïque, L. 51                                                              | opera                             |
| 1884          | Le printemps (L'aimable printemps ramène dans la plaine), L. 56                                     |                                   |
| 1884          | L' Enfant prodigue, scène lyrique s orchestra, L. 57                                                | kantata                           |
| 1884          | Regret (Devant le ciel d'été, tiède et callme), L. 55                                               | pieśń na głos i fortepian         |
| 1884          | Romance (Voici que le printemps, ce fil léger d'avril), L. 52                                       | pieśń na głos i fortepian         |
| 1884          | La Romance d'Ariel (Au long ds ces montagnes douces), L. 54                                         | pieśń na głos i fortepian         |
| 1884          | Quelques aspects de Nous n'irons plus au bois                                                       | miniatura fortepianowa            |
| 1884          | Lent, doux et mélancolique, L. 87                                                                   | miniatura fortepianowa            |
| 1884          | Apparition (La lune s'attristait), L. 53                                                            | pieśń na głos i fortepian         |
| 1884-1908     | Lia, cantata                                                                                        | kantata                           |
| 1885          | L'ombre des arbres (L'ombre des arbres dans dans la rivière embrumée), L. 60/3                      | pieśń na głos i fortepian         |
| 1885          | Barcarolle (Viens! l'heure est propice), L. 58 (zaginione)                                          | pieśń na głos i fortepian         |
| 1885          | Chevaux de bois (Tournez, tournez, bond chevaux de bois), L. 60/4                                   | pieśń na głos i fortepian         |
| 1885-1886     | Zuleima, L. 59 (lost)                                                                               | muzyka chóralno-orkiestralna      |
| 1885-1887     | Il pleure dans mon coeur (il pleure dans mon coeur comme il pleut sur la ville), L. 60/2            | pieśń                             |
| 1885-1887     | Ariettes oubliées (6), L. 60                                                                        | zbiór pieśni na głos i fortepian  |
| 1886          | Spleen (Les roses était toutes rouges), L. 60/6                                                     | pieśń na głos i fortepian         |
| 1886          | Green (Voici des fruits, des fleurs, des feuilles), L. 60/5                                         | pieśń na głos i fortepian         |
| 1887          | La mort des amants (Nous aurons de lits pleins d'odeurs légères), L. 64/5                           | pieśń na głos i fortepian         |
| 1887          | C'est l'extase (C'est l'extase langoureuse), L. 60                                                  | pieśń na głos i fortepian         |
| 1887          | La Chevelure (il m'a dit 'cette nuit d'ai revé), L. 90/2                                            | pieśń na głos i fortepian         |
| 1887          | Printemps, L. 61                                                                                    | suita orkiestralna                |
| 1887-1888     | Demoiselle élue, L. 62                                                                              | utwór chóralny                    |
| 1887-1888     | La demoiselle élue, L. 62                                                                           | utwór głos, chór i orkiestrę      |
| 1887-1889     | Poèmes (5) de Baudelaire, L. 64                                                                     | zbiór pieśni                      |
| 1887-1889     | Fêtes, L. 91/2                                                                                      | utwór orkiestrowy                 |
| 1888          | Arabesque i, L. 66/1                                                                                | miniatura fortepianowa            |
| 1888          | Axel, L. 63                                                                                         | pieśń na głos i fortepian         |
| 1888          | Le balcon (Mère de souvenirs, maîtresses de maîtresses), L. 64/1                                    | pieśń na głos i fortepian         |
| 1888-1889     | Ballet, L. 65/4                                                                                     | duet fortepianowy                 |
| 1888-1889     | En bateau, L. 65/1                                                                                  | duet fortepianowy                 |
| 1888-1889     | En cortège, L. 65/2                                                                                 | duet fortepianowy                 |
| 1888-1889     | Menuet, L. 65/3                                                                                     | duet fortepianowy                 |
| 1888-1889     | Petite suite, L. 65                                                                                 | suita fortepianowa                |
| 1888-1891     | Arabesques, L. 66                                                                                   | utwór fortepianowy                |
| 1889          | Recueillement (Sois sage, ô ma douleur), L. 64/4                                                    | pieśń na głos i fortepian         |
| 1889          | Harmonie du soir (Voici venir le temps où vibrant sur sa tige), L. 64/2                             | pieśń na głos i fortepian         |
| 1889          | Le jet d'eau (Tes beaux yeux sont las, pauvre amants), L. 64/3                                      | pieśń na głos i fortepian         |
| 1889-1890     | Fantaisie, L. 73                                                                                    | koncert fortepianowy              |
| 1890          | Ballade, L. 70                                                                                      | ballada fortepianowa              |
| 1890          | Mazurka, L. 67                                                                                      | mazurek fortepianowy              |
| 1890          | Tarantelle styrienne, L. 69                                                                         | miniatura fortepianowa            |
| 1890          | Rêverie, L. 68                                                                                      | miniatura fortepianowa            |
| 1890          | La belle au bois dormant (Des trous à son pourpoint vermeil), L. 74                                 | pieśń na głos i fortepian         |
| 1890          | Valse romantique, L. 71                                                                             | walc fortepianowy                 |
| 1890-1892     | Rodrigue et Chimène, 72                                                                             | opera                             |
| 1890-1905     | Menuet, L. 75/2                                                                                     | menuet na fortepian               |
| 1890-1905     | Clair de lune, L. 75/3                                                                              | miniatura fortepianowa            |
| 1890-1905     | Passepied,L. 75/4                                                                                   | forma taneczna na fortepian       |
| 1890-1905     | Prélude, L. 75/1                                                                                    | preludium fortepianowe            |
| 1890-1905     | Suite bergamasque, L. 75                                                                            | suita fortepianowa                |
| 1891          | Romance (L'âme evaporéee est souffrante), L. 79/1                                                   | pieśń na głos i fortepian         |
| 1891          | Le son du cor s'afflige vers les bois, L. 81/2                                                      | pieśń na głos i fortepian         |
| 1891          | Marche écossaise, sur un thème populaire, (or orchestra), L. 77                                     | duet fortepianowy                 |
| 1891          | Arabesque ii, L. 66/2                                                                               | miniatura fortepianowa            |
| 1891          | Les cloches, L. 79/2                                                                                | pieśń na dwa głosy                |
| 1891          | Les Angélus (Cloches chrétiennes pour les matines), L. 76                                           | pieśń na głos i fortepian         |
| 1891          | Clair de lune (second version), L. 80/3                                                             | pieśń na głos i fortepian         |
| 1891          | L'échelonnement des haies, L. 81/3                                                                  | pieśń na głos i fortepian         |
| 1891          | Fantoches (second version), L. 80/2                                                                 | pieśń na głos i fortepian         |
| 1891          | Mélodies (3), L. 81                                                                                 | pieśń na głos i orkiestrę         |
| 1891          | Romances (2), L. 79                                                                                 | zbiór pieśni                      |
| 1891          | Fêtes galantes (3), L. 80                                                                           | zbiór pieśni na głos i fortepian  |
| 1891-1904     | Fêtes galantes (6),L. 80 L. 104                                                                     | zbiór pieśni na głos i fortepian  |
| 1892          | Nocturne, L. 82                                                                                     | nokturn fortepianowy              |
| 1892          | De grève (Sur la mer les crépuscules tombent), L. 84/2                                              | pieśń na głos i fortepian         |
| 1892          | De rêve (La nuit a des douceurs de femme), L. 84/1                                                  | pieśń na głos i fortepian         |
| 1892-1893     | Scènes au crépuscule, orchestra (sketches), L. 83                                                   | muzyka orkiestralna               |
| 1892-1893     | Proses lyriques (4), L. 84                                                                          | zbiór pieśni                      |
| 1893          | De fleurs (Dans l'ennui si désolément vert),L. 84/3                                                 | pieśń na głos i fortepian         |
| 1893          | De soir (Dimanche sur les villes),L. 84/4                                                           | pieśń na głos i fortepian         |
| 1893          | Kwartet smyczkowy, L. 85 (Op. 10)                                                                   | kwartet smyczkowy                 |
| 1893-1902     | Pelléas et Mélisande,L. 88                                                                          | opera                             |
| 1894          | Sarabande Souvenir du Louvre,L. 87                                                                  | miniatura fortepianowa            |
| 1894          | images inédites (3),L. 87                                                                           | miniatura fortepianowa            |
| 1894          | Prélude à l'après-midi d'un faune, L. 86                                                            | poemat symfoniczny                |
| 1894          | Sarabande, L. 95/2                                                                                  | sarabanda fortepianowa            |
| 1894-1901     | Pour le piano, L. 95                                                                                | suita fortepianowa                |
| 1897          | La flûte de Pan (Pour le jour des Hyacinthes), L. 90                                                | pieśń na głos i fortepian         |
| 1897-1898     | Chansons de Bilitis (3), L. 90                                                                      | pieśń na głos i fortepian         |
| 1897-1899     | Nocturnes, L. 91                                                                                    | utwór orkiestrowy                 |
| 1897-1899     | Nuages, L. 91/1                                                                                     | utwór wokalno-instrumentalny      |
| 1897-1899     | Sirènes, L. 91/3                                                                                    | muzyka orkiestralna               |
| 1898          | Le tombeau des naïades (Le long du bois couvert de givre), L. 90/3                                  | pieśń na głos i fortepian         |
| 1898          | Yver, vous n'estes qu'un villain, L. 92/3                                                           | muzyka chóralna                   |
| 1898          | Dieu! qu'il la fait bon regarder!, L. 92/1                                                          | utwór chóralny                    |
| 1898-1908     | Chansons de Charles d'Orléans (3), L. 92                                                            | utwór chóralny                    |
| 1899          | Berceuse (il était une fois une fée qui avait un beau sceptre), L. 93                               | pieśń na dwa głosy                |
| 1899-1892     | Nuits blanches (Tout à l'heureses mains plus délicates), L. 94                                      | pieśń na głos i fortepian         |
| 1900-1901     | Bilitis, L. 96/5                                                                                    | kwintet instrumentalny            |
| 1900-1901     | Les comparaisons,L. 96/2                                                                            | kwintet instrumentalny            |
| 1900-1901     | Les contes,L. 96/3                                                                                  | kwintet instrumentalny            |
| 1900-1901     | Les courtisanes égyptiennes, L. 96/8                                                                | kwintet instrumentalny            |
| 1900-1901     | La danseuse aux crotales, L. 96/10                                                                  | kwintet instrumentalny            |
| 1900-1901     | L'eau pure du bassin, L. 96/9                                                                       | kwintet instrumentalny            |
| 1900-1901     | Chanson, L. 96/4                                                                                    | kwintet instrumentalny            |
| 1900-1901     | Chant pastoral, L. 96/1                                                                             | kwintet instrumentalny            |
| 1900-1901     | Musique de scène pourles Chansons de Bilitis, L. 96                                                 | kwintet instrumentalny            |
| 1900-1901     | La partie d'osselets, L. 96/5                                                                       | kwintet instrumentalny            |
| 1900-1901     | La pluie du matin, L. 96/12                                                                         | kwintet instrumentalny            |
| 1900-1901     | Le souvenir de Mnasidica, L. 96/11                                                                  | kwintet instrumentalny            |
| 1900-1901     | Le tombeau sans nom, L. 96/7                                                                        | kwintet instrumentalny            |
| 1900-1901     | Chansons de Bilitis, L. 96                                                                          | utwór orkiestralny                |
| 1901          | Prélude, L. 95/1                                                                                    | miniatura fortepianowa            |
| 1901          | Lindaraja,L. 97                                                                                     | pieśń na głos i fortepian         |
| 1901          | Toccata, L. 95/3                                                                                    | Tokata fortepianowa               |
| 1901-1911     | Rapsodia na saksofon altowy', L. 98                                                                 | koncert saksofonowy               |
| 1902-1911     | Le Diable dans le beffroi, conte musical, L. 101                                                    | opera                             |
| 1903          | Estampes, L. 100                                                                                    | etiuda fortepianowa               |
| 1903          | Pagodes, L. 100/1                                                                                   | miniatura fortepianowa            |
| 1903          | La soirée dans Grenade, L. 100/2                                                                    | miniatura fortepianowa            |
| 1903          | D'un cahier d'esquisses, L. 99                                                                      | miniatura fortepianowa            |
| 1903          | Jardins sous la pluie, L. 100/3                                                                     | miniatura fortepianowa            |
| 1903          | Dans le jardin (Je regardais dans le jardin), L. 78                                                 | pieśń na głos i fortepian         |
| 1903-1905     | De l'aube à midi sur la mer, L. 109/1                                                               | utwór orkiestrowy                 |
| 1903-1905     | La Mer (3), L. 109                                                                                  | utwór orkiestrowy                 |
| 1904          | Rondel (Le temps a laissié son manteau), L. 102/1                                                   | pieśń na głos i fortepian         |
| 1904          | Rondel (Pour ce que Plaisance est morte), L. 102/3                                                  | utwór orkiestrowy                 |
| 1904          | Les ingénus (Les hauts talons luttaient avec les longues jupes), L. 104/1                           | pieśń na głos i fortepian         |
| 1904          | Chansons de France (3), L. 102                                                                      | zbiór pieśni na głos i fortepian  |
| 1904          | Reflets dans l'eau,L. 110/1                                                                         | miniatura fortepianowa            |
| 1904          | Hommage à Rameau, L. 110/2                                                                          | miniatura fortepianowa            |
| 1904          | L'isle joyeuse, 106                                                                                 | miniatura fortepianowa            |
| 1904          | Masques, L. 105                                                                                     | miniatura fortepianowa            |
| 1904          | Le roi Lear, L. 107                                                                                 | utwór instrumentalny              |
| 1904          | Pièce pour piano, L. 108                                                                            | miniatura fortepianowa            |
| 1904          | Auprès de cette grotte sombre, L. 118/1                                                             | pieśń na głos i fortepian         |
| 1904          | Colloque sentimental (Dans le vieux parc solitaire et glacé), L. 104/3                              | pieśń na głos i fortepian         |
| 1904          | Le faune (Un vieux faune de terre cuite), L. 104/2                                                  | pieśń na głos i fortepian         |
| 1904          | La grotte (Auprès de cette grotte sombre), L. 102/2                                                 | pieśń na głos i fortepian         |
| 1904          | Deux Danses pour harpe et orchestre; 1. Danse sacrée 2. Danse profane, L. 103 (L. 103/1 i L. 103/2) | utwór na harfę i smyczki          |
| 1904          | Fêtes galantes (3), L. 104                                                                          | zbiór pieśni na głos i fortepian  |
| 1904-1910     | Le promenoir des deux amants, L. 118                                                                | pieśń na głos i fortepian         |
| 1905          | Mouvement, L. 110/3                                                                                 | miniatura fortepianowa            |
| 1905          | Images (3), L. 110                                                                                  | miniatura fortepianowa            |
| 1905-1907     | Images, L. 111                                                                                      | miniatura fortepianowa            |
| 1905-1908     | Rondes du printemps, L. 122/3                                                                       | utwór orkiestrowy                 |
| 1905-1908     | Ibéria, L. 122/2                                                                                    | utwór orkiestrowy                 |
| 1905-1912     | Images (3), L. 122                                                                                  | utwór orkiestrowy                 |
| 1906-1908     | Children's Corner, L. 113                                                                           | suita romantyczna                 |
| 1906-1908     | Doctor Gradus ad Parnassum, L. 113/1                                                                | suita romantyczna                 |
| 1906-1908     | Golliwogg's Cakewalk, L. 113/6                                                                      | suita romantyczna                 |
| 1906-1908     | Serenade the doll, L. 113/3                                                                         | miniatura fortepianowa            |
| 1906-1908     | The Snow is Dancing, L. 113/4                                                                       | miniatura fortepianowa            |
| 1906-1908     | Bez tytułu, L. 113/2                                                                                | miniatura fortepianowa            |
| 1906-1908     | The Little Shepherd, L. 113/5                                                                       | miniatura fortepianowa            |
| 1907          | Et la lune descend sur le temple qui fût, L. 111/2                                                  | etiuda fortepianowa               |
| 1907          | Poissons d'or, L. 111/3                                                                             | miniatura fortepianowa            |
| 1907          | Cloches à travers les feuilles, L. 111/1                                                            | miniatura fortepianowa            |
| 1907          | Images (3), L. 111                                                                                  | miniatura fortepianowa            |
| 1907-1910     | Préludes (12), L.117                                                                                | zbiór preludiów fortepianowych    |
| 1907-1910     | Ce qu'a vu le vent d'ouest, prelude, L. 117/7                                                       | miniatura fortepianowa            |
| 1907-1910     | La sérénade interrompue, prelude, L. 117/9                                                          | preludium fortepianowe            |
| 1908          | Quant j'ai ouy le tambourin sonner, L. 92/2                                                         | muzyka chóralna                   |
| 1908-1917     | La chûte de la maison Usher, L. 112 (niedokończone)                                                 | opera                             |
| 1909          | Le petit nègre, cakewalk, L. 114                                                                    | miniatura fortepianowa            |
| 1909          | La cathédrale engloutie, prelude, L. 117/10                                                         | miniatura fortepianowa            |
| 1909          | Les collines d'Anacapri, L. 117/5                                                                   | miniatura fortepianowa            |
| 1909          | La danse de Puck, prelude, L. 117/11                                                                | miniatura fortepianowa            |
| 1909          | Danseuses de Delphes, prelude, L. 117/1                                                             | miniatura fortepianowa            |
| 1909          | Des pas sur la neige, prelude, L. 117/6                                                             | miniatura fortepianowa            |
| 1909          | Hommage à Joseph Haydn, L. 115                                                                      | miniatura fortepianowa            |
| 1909          | Le vent dans la plaine, prelude, L. 117/3                                                           | preludium fortepianowe            |
| 1909          | Voiles, prelude, L. 117/2                                                                           | preludium fortepianowe            |
| 1909-1910     | Rhapsodie, L. 116                                                                                   | sonata na klarnet                 |
| 1909-1912     | Préludes, L.117, 123                                                                                | zbiór preludiów fortepianowe      |
| 1909-1912     | Gigues, L. 122/1                                                                                    | utwór orkiestrowy                 |
| 1910          | Ballade de Villon à s'Amye (Faulse beauté qui tant me couste cher), L. 119/1                        | ballada na głos i fortepian       |
| 1910          | Ballade des femmes de Paris (Quoy qu'on tient belles langagières), L. 119                           | ballada na głos i fortepian       |
| 1910          | Ballade que Villon feit à la requeste de sa mère pour prier Nostre Dame, L. 119/2                   | ballada na głos i fortepian       |
| 1910          | Ballades de François Villon (3), L.119                                                              | ballada na głos i fortepian       |
| 1910          | La fille aux cheveux de lin, prelude, L. 117/8                                                      | preludium fortepianowe            |
| 1910          | Petite pièce, L. 120                                                                                | sonata na klarnet                 |
| 1910          | Crois mon conseil, chère Climène, L. 118/2                                                          | pieśń na głos i fortepian         |
| 1910          | Je tremble en voyant ton visage, L. 118/3                                                           | pieśń na głos i fortepian         |
| 1910          | Minstrels, prelude, L. 117/12                                                                       | preludium fortepianowe            |
| 1910          | Les sons et les parfums tournent dans l'air du soir, prelude, L. 117/4                              | preludium fortepianowe            |
| 1910          | La plus que lente, L. 121                                                                           | Waltz Keyboard                    |
| 1910-1912     | Les fées sont d'exquises danseuses, prelude, L. 123/4                                               | preludium fortepianowe            |
| 1910-1912     | Feuilles mortes, L. 123/2                                                                           | preludium fortepianowe            |
| 1910-1912     | Feux d'artifices, L. 123/12                                                                         | preludium fortepianowe            |
| 1910-1912     | Général Lavine, eccentric, L. 123/6                                                                 | preludium fortepianowe            |
| 1910-1912     | Brouillards, L. 123/1                                                                               | miniatura fortepianowa            |
| 1910-1912     | Bruyères, L. 123/5                                                                                  | miniatura fortepianowa            |
| 1910-1912     | Canope, L. 123/10                                                                                   | miniatura fortepianowa            |
| 1910-1912     | Préludes (12), L. 123                                                                               | preludium fortepianowe            |
| 1910-1912     | La terrasse des audiences du clair de lune, prelude, L. 123/7                                       | preludium fortepianowe            |
| 1910-1912     | Les tierces alternées, L. 123/11                                                                    | preludium fortepianowe            |
| 1910-1913     | Hommage à Samuel Pickwick Esq. P.P.M.P.C., L.123/9                                                  | preludium fortepianowe            |
| 1910-1913     | Ondine, L. 123/8                                                                                    | miniatura fortepianowa            |
| 1910-1913     | La Puerta del Vino, L. 123/3                                                                        | miniatura fortepianowa            |
| 1911          | Le martyre de Saint Sébastien, L. 124                                                               | utwór orkiestrowy                 |
| 1911-1912     | Khamma, L. 125                                                                                      | balet                             |
| 1912-1913     | Jeux, L. 126                                                                                        | balet                             |
| 1913          | La boîte à joujoux, L. 128                                                                          | balet                             |
| 1913          | Soupir (Mon âme vers ton front où rêve, ô calme soeur), L. 127/1                                    | pieśń na głos i fortepian         |
| 1913          | Syrinx, L. 129                                                                                      | sonata na flet solo               |
| 1913          | Éventail (Ô rêveuse pour que je plonge), L. 127/3                                                   | pieśń na głos i fortepian         |
| 1913          | Poèmes (3) de Mallarmé, L. 127                                                                      | zbiór pieśni.                     |
| 1913          | Placet futile (Princesse! À jalouser le destin d'une Hébé), L. 127/2                                | pieśń na głos i fortepian         |
| 1914          | Pour invoquer Pan L. 131/1                                                                          | miniatura fortepianowa            |
| 1914          | Pour l'égyptienne, L. 131/5                                                                         | miniatura fortepianowa            |
| 1914          | Pour la danseuse aux crotales, L. 131/4                                                             | miniatura fortepianowa            |
| 1914          | Pour que la nuit soit propice, L. 131/3                                                             | miniatura fortepianowa            |
| 1914          | Pour remercier la pluie au matin, L.131/6                                                           | miniatura fortepianowa            |
| 1914          | Pour un tombeau sans nom, L. 131/2                                                                  | miniatura fortepianowa            |
| 1914          | Épigraphes antiques (6), L. 131                                                                     | duet fortepianowy                 |
| 1914          | Berceuse héroïque, L. 132                                                                           | miniatura fortepianowa            |
| 1915          | Noël des enfants qui n'ont plus de maison, L. 139                                                   | pieśń na głos i fortepian         |
| 1915          | Sonata cello, L. 135                                                                                | Sonata na wiolonczelę i fortepian |
| 1915          | En blanc et noir (3), L. 134                                                                        | duet fortepianowy                 |
| 1915          | Pour les accords, L. 136/8                                                                          | etiuda fortepianowa               |
| 1915          | Pour les arpèges composés, L. 136/11                                                                | etiuda fortepianowa               |
| 1915          | Pour les cinq doigts d'après M. Czerny, L. 136/1                                                    | etiuda fortepianowa               |
| 1915          | Pour les degrés chromatiques, L. 136/7                                                              | etiuda fortepianowa               |
| 1915          | Pour les huit doigts, L. 136/6                                                                      | etiuda fortepianowa               |
| 1915          | Pour les notes répétées, L. 136/9                                                                   | etiuda fortepianowa               |
| 1915          | Pour les octaves, L. 136/5                                                                          | etiuda fortepianowa               |
| 1915          | Pour les quartes, L. 136/3                                                                          | etiuda fortepianowa               |
| 1915          | Pour les sixtes, L. 136/4                                                                           | etiuda fortepianowa               |
| 1915          | Pour les sonorités opposées, L. 136/10                                                              | etiuda fortepianowa               |
| 1915          | Pour les tierces, L. 136/2                                                                          | etiuda fortepianowa               |
| 1915          | Pièce pour piano, L. 133                                                                            | miniatura fortepianowa            |
| 1915          | Elégie, L. 138                                                                                      | miniatura fortepianowa            |
| 1915          | Sonate en trio, L. 137                                                                              | sonata na flet, altówkę i harfę   |
| 1915          | Études (12), L. 136/1-6                                                                             | zbiór etiud fortepianowych        |
| 1915          | Études (12), L. 136/7-12                                                                            | zbiór etiud fortepianowych        |
| 1915          | Études (12), L. 136                                                                                 | zbiór etiud fortepianowych        |
| 1916-1917     | Ode à la France (Les troupeaux vont par les champs désértes), L. 141                                | kantata                           |
| 1916-1917     | Sonata skrzypcowa, L. 140                                                                           | Sonata na skrzypce i fortepian    |